# 데아크 페렌츠 (축구 선수)

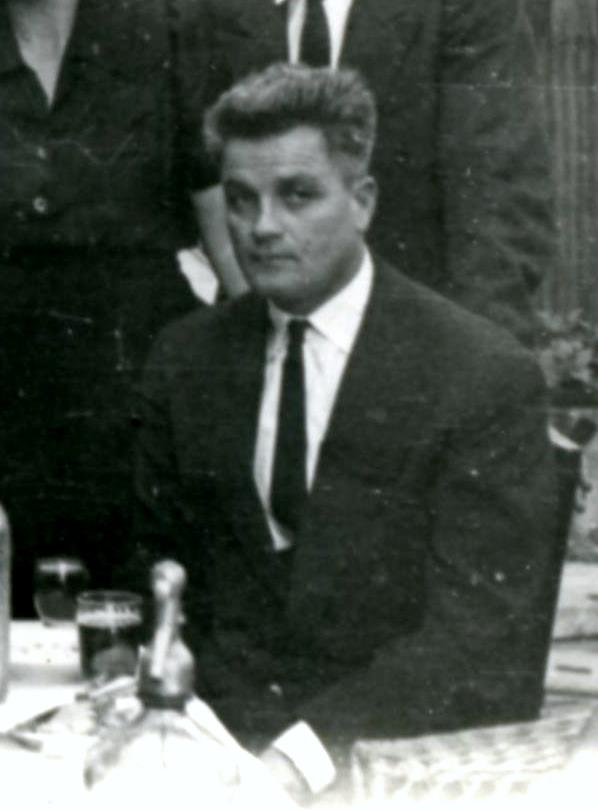

데아크 페렌츠(헝가리어: Deák Ferenc, 1922년 1월 16일 ~ 1998년 4월 18일)은 헝가리 출신의 축구 선수였다.
축구스포츠기록통계재단(RSSSF)에 따르면 개인 통산 793골을 기록하여 이 부분 전세계 4위 기록을 가지고 있다.

## 국가대표팀 경력
헝가리 축구 국가대표팀에서 활약하였다.